# Phare de Sklinna
Le phare de Sklinna (en norvégien : Sklinna fyr) est un phare côtier de la commune de Leka, dans le comté et la région de Trøndelag (Norvège). Il est géré par l'administration côtière norvégienne (en norvégien : Kystverket).
Le phare est classé patrimoine culturel par le Riksantikvaren depuis 1999.

## Histoire
Le phare de Sklinna, mis en service en 1910, est situé sur l'île d'Heimøya dans le groupe des îles Sklinna à environ 30 kilomètres au nord-ouest de l'île principale de Leka et à environ 30 kilomètres au nord de l'île Ytter-Vikna dans la municipalité de Vikna. Il est équipé d'une lentille de Fresnel de 2e ordre qui est toujours utilisée. A proximité se trouvent divers bâtiments qui ont été préservés. Il a été automatisé en 2004.
Sklinna est un ancien village de pêche, abandonné dans les années 1890. La zone est maintenant une réserve naturelle protégée. Le phare a été érigé au point le plus haut de l'île qui n'est accessible seulement que par bateau.

## Description
Le phare  est une tour cylindrique en fonte de 14 mètres de haut, avec une double galerie et lanterne. La tour est totalement peinte en rouge. Son feu à occultations  émet, à une hauteur focale de 45 mètres, un éclat (blanc, rouge et vert selon différents secteurs) toutes les 6 secondes. Sa portée nominale est de 18.6 milles nautiques (environ 34 km) pour le feu blanc.

Identifiant : ARLHS : NOR-207 ; NF-5600 - Amirauté : L1936 - NGA : 9128 .
|                      |
| Le phare (1890-1900) |

### Lien connexe
- Liste des phares de Norvège